# Åke Thelning
Hans Berndt Åke Thelning (Södra Härene, 24 ottobre 1892 – Särö, 16 febbraio 1979) è stato un cavaliere svedese.

## Palmarès

### Olimpiadi
- Oro a Parigi 1924 nel salto ostacoli a squadre.